# Let ’Em In
Let ’Em In (englisch für „Lass sie rein“) ist ein Lied der britischen Musikgruppe Wings, das 1976 als Single A-Seite sowie auf dem Album At the Speed of Sound veröffentlicht wurde. Es war die 14. Single der Wings, in Deutschland die 15. Komponiert wurde es von Paul McCartney und Linda McCartney.

## Hintergrund

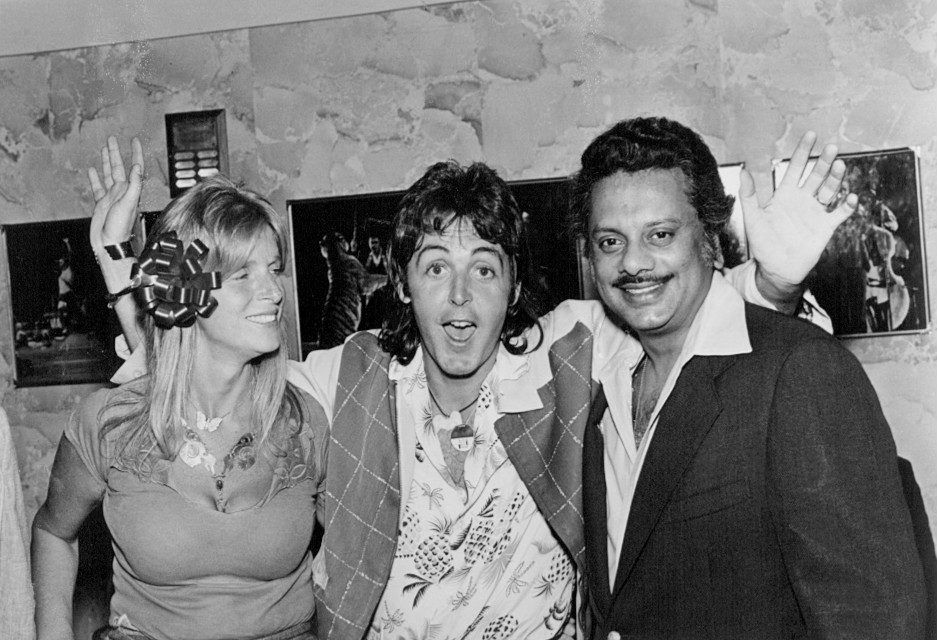
Linda und Paul McCartney sowie Bhaskar Menon, Präsident von Capitol Records, 1976

Beginnend mit dem Klang einer Türklingel schildert das Lied die Ankunft verschiedener Menschen. Eine Reihe von Freunden und Verwandten werden namentlich genannt: Paul McCartneys Tante Gin und Bruder Mike sowie Linda McCartneys Bruder John. „Sister Suzie“ ist eine Anspielung auf Linda, die dann auch 1977 unter dem Pseudonym Suzie And The Red Stripes das Lied Seaside Woman veröffentlichte.

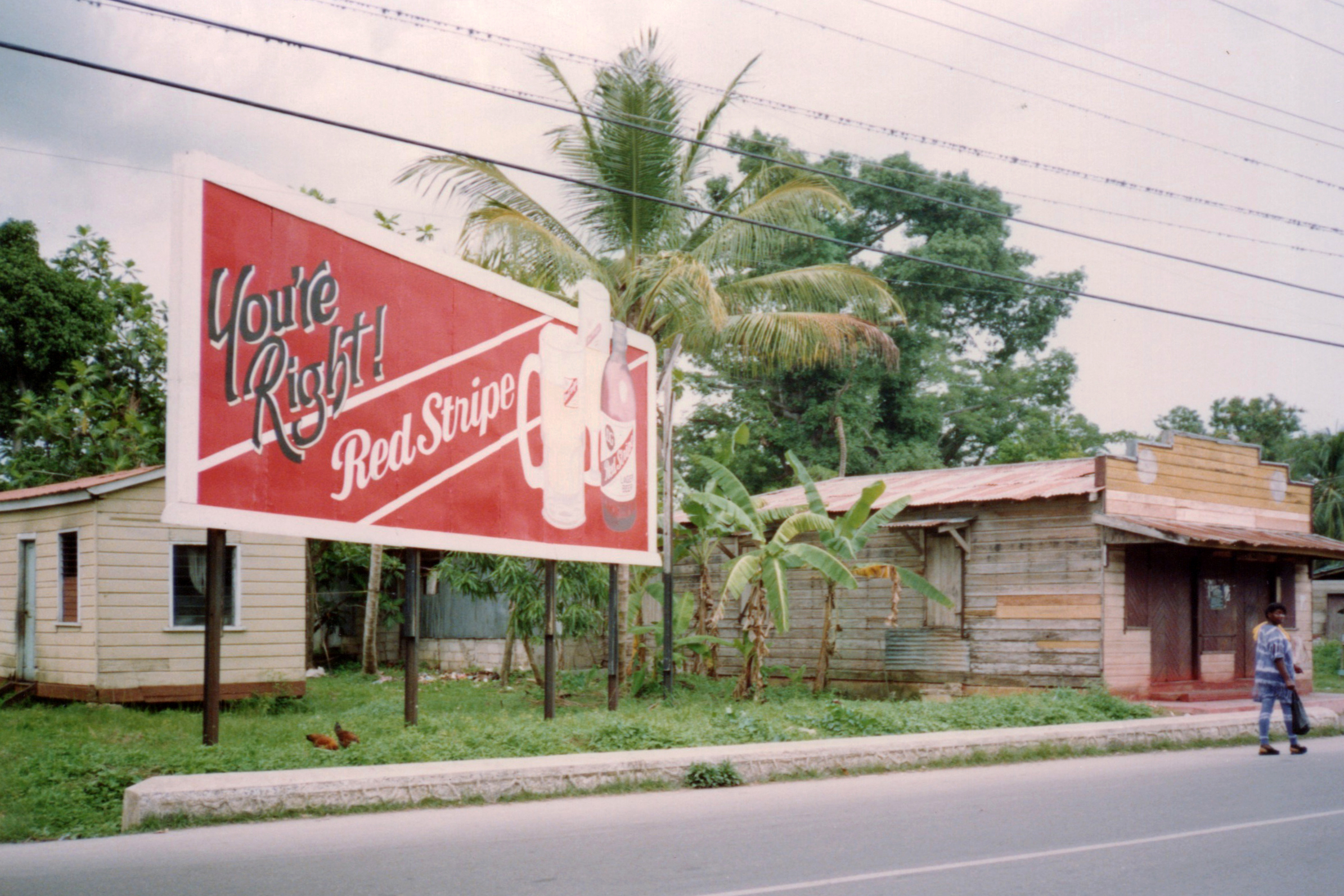
Jamaikanische Werbung für Red Stripe

Paul McCartney schrieb 2021 in seinem Buch The Lyrics: 1956 To The Present über den Text: „Someone’s knocking at the door / Somebody’s ringing the bell" – ich stelle mir eine Art Party in Liverpool vor. Als wir in Jamaika waren, haben die Jamaikaner immer ‚Hey Suzy, Suzy!‘ zu Linda gesagt, weil sie blond war und eine blonde, weiße Frau von den Männern dort ‚Suzy‘ genannt wurde. Linda hat einen Bandnamen gesucht und sich dann Suzy and the Red Stripes genannt, nach dem (jamaikanischen) Bier. ‚Sister Suzy‘  ist also Linda. ‚Brother John‘" ist entweder ihr Bruder John Eastman oder John Lennon. ‚Martin Luther‘ ist Martin Luther King Jr., ‚Phil und Don‘ sind die Everly Brothers, und ‚Brother Michael‘ ist vielleicht mein Bruder, könnte aber auch Michael Jackson gewesen sein – von der Zeit her würde es passen, da wir die Jackson 5 im Jahr zuvor zur Venus and Mars-Album-Party auf die Queen Mary eingeladen hatten. Außerdem ist ‚Auntie Jin‘ dabei, die sich mit J schreibt, nicht mit G, denn eigentlich hieß sie Jane. In Liverpool klang das viel zu förmlich, deshalb hat sie immer gesagt, ‚nenn mich Jinny.‘' Dann ist da noch ‚Uncle Ernie‘ – eigentlich hieß mein Cousin Ian, aber er wurde Ern genannt.“
Im Gegensatz zur Vorgängersingle Silly Love Songs wurde für Let ’Em kein Musikvideo gedreht. Die Single erreichte Platz zwei in Großbritannien, Platz 29 in Deutschland und in den USA Platz drei in den jeweiligen Charts. Somit war es die zwölfte Top-Ten-Single in den USA und der zehnte in Großbritannien für Paul McCartney.
Die Single wurde von der RIAA mit einer Goldenen Schallplatte ausgezeichnet, für mehr als eine Million verkaufter Exemplare in den USA. Der Song wurde bei den Grammy Awards 1976 für das beste Arrangement nominiert, verlor jedoch gegen Chicagos If You Leave Me Now.
Let ’Em In wurde erstmals 1976 während der Wings Over the World Tour live gespielt. Paul McCartney spielte Let 'Em In während seiner Solo-Welttournee (1989–90), weiterhin auf den Tourneen Good Evening Europe (2009), Up And Coming (2010–11), On The Run (2011–12), Out There (2013–15), One On One (2016–17) und Freshen Up (2018).
Ergänzend fügte McCartney hinzu: „Aber es ist etwas Eigenartiges passiert: Wenn man eine Million Jahre vorspult, heirate ich Nancy Shevell, deren Schwester Susie heißt und die einen Bruder namens Jon hat. Plötzlich singe ich also über Nancys Familie: ‚Sister Suzy, Brother John‘. Das ist schon ein unglaublicher Zufall.“

## Aufnahme
Let ’Em In wurde von den Wings am 3. Februar 1976 in den Londoner Abbey Road Studios mit Paul McCartney als Produzenten aufgenommen. Pete Henderson und Mick Vigars waren die Toningenieure der Aufnahmen. Overdub Aufnahmen erfolgten im Februar und die Abmischung erfolgten zwischen Februar und März ebenfalls in den Abbey Road Studios.
Besetzung:
- Paul McCartney: Gesang, Klavier
- Linda McCartney: Hintergrundgesang
- Denny Laine: Militärtrommel, Hintergrundgesang
- Jimmy McCulloch: Bassgitarre
- Joe English: Schlagzeug
- Howie Casey, Thaddeus Richard, Steve Howard, Tony Dorsey: Flöten und Blasinstrumente

## Neuaufnahme

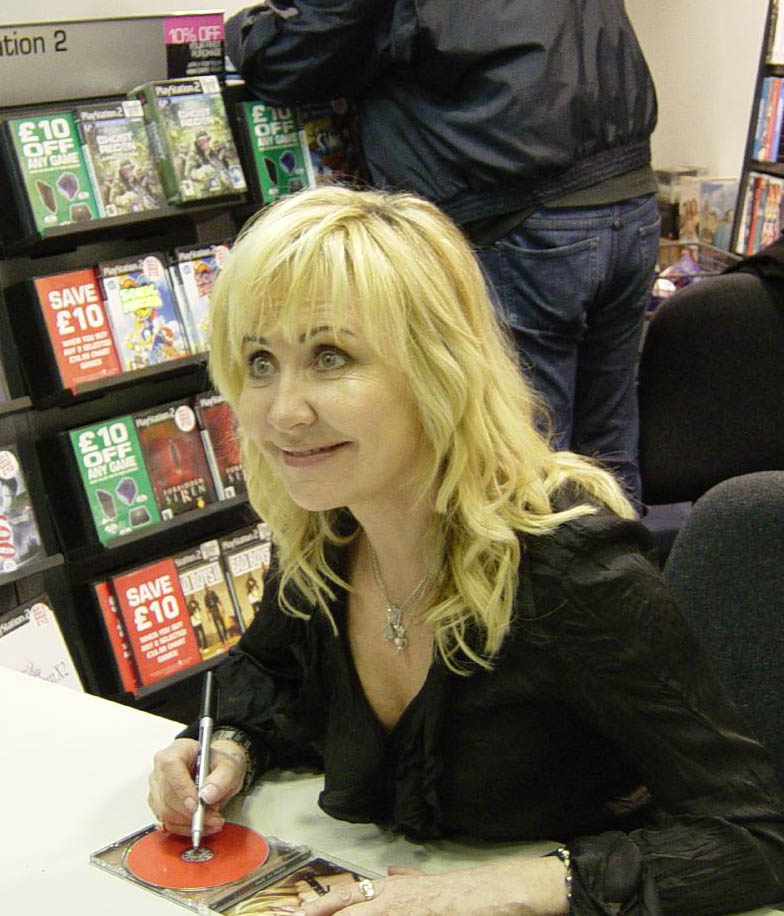
Lulu, 2004

Eine neue Version des Liedes Let ’Em In wurde unter dem Titel Inside Thing (Let 'Em In) mit neuem Text und veränderter Melodie für das Album Together der Sängerin Lulu neu aufgenommen, dabei wurden neben Paul und Linda McCartney noch Bill Lawrie, Lukas Burton und Lulu als weitere Komponisten aufgeführt. Produzent der Aufnahmen waren Lukas Burton und Gal Asher. Die Abmischung erfolgte im Swiss Chalet Studio.
Besetzung:
- Lulu: Gesang
- Paul McCartney: Gesang
- O: Rap-Gesang
- John Fortis: Bassgitarre
- Sacha Collisson: Klavier
- keine Angabe über weitere Instrumente

## Coverversionen
Es gibt über 40 Coverversionen von Let ’Em In. Es haben unter anderen Dr. John, Patti Austin, Chet Atkins und Black Dyke Mills Band das Lied interpretiert.
Der Song wurde 1977 von Billy Paul gecovert und ersetzte eine Liste prominenter afroamerikanischer Persönlichkeiten wie Malcolm X und Louis Armstrong anstelle der im Original genannten Personen.

## Veröffentlichung

### Standardversion
- Das Album Wings at the Speed of Sound wurde am 22. März 1976 in den USA und am 26. März in Großbritannien veröffentlicht, das Album enthält die Single Let ’Em In.
- Die Singleauskopplung Let ’Em In / Beware My Love[6] erfolgte in Großbritannien am 23. Juli 1976 (USA: 28. Juni 1976). In Frankreich wurde erstmals eine 12″-Vinyl-Maxisingle von den Wings/Paul McCartney veröffentlicht, die aber keine neu abgemischten oder längeren Versionen der Lieder enthält.[7] Die Promotionsingle wurde in den USA wie folgt veröffentlicht: auf der A-Seite befindet sich eine gekürzte Version (3:43) und auf der B-Seite die Album/Single-Version des Liedes.[8]
- Eine Liveversionen von Let ’Em In erschien auf den Alben Wings over America im Dezember 1976 und Back in the World im März 2003.
- Let ’Em In erschien am 27. November 1978 auf dem Kompilationsalbum, Wings Greatest, am 2. November 1987 auf All the Best!, am 7. Mai 2001 auf Wingspan: Hits and History und am 10. Juni 2016 auf Pure McCartney.
- Am 8. Oktober 1990 (USA: 16. Oktober 1990) erschien die 7″-Vinyl-Single Birthday / Good Day Sunshine.[9] Weiterhin wurde in Europa eine 12″-Vinyl-Maxisingle[10] /5″-CD-Single[11] mit Let ’Em In (Live), aufgenommen am 5. März 1990 in Tokio, veröffentlicht.
- Am 31. Oktober 2014 (Standard Edition) und am 7. November 2014 (Deluxe Edition) wurde Wings at the Speed of Sound, zum dritten Mal remastert, von dem Musiklabel Hear Music / Concord Music Group als Teil der Paul McCartney Archive Collection veröffentlicht. Diese Versionen enthalten eine Demoversion von Let ’Em In.
- Am 2. Dezember 2022 wurde die Singlebox The 7″ Singles Box veröffentlicht, die auch Let ’Em In enthält.

### Andere Versionen
- Die Neuaufnahme von Let ’Em In mit dem Titel Inside Thing (Let 'Em In) erschien am 20. Mai 2002 auf dem Album Together von Lulu.[12]
- In 2001 erschien eine Promotion-CD mit Dance-Remixen, unter anderen mit Let 'Em In (Different Gear Remix)[13]

## Auszeichnungen für Musikverkäufe
| Land/Region               | Auszeichnungen für Musikverkäufe (Land/Region, Auszeichnung, Verkäufe) | Verkäufe  |
| ------------------------- | ---------------------------------------------------------------------- | --------- |
| Vereinigte Staaten (RIAA) | Gold                                                                   | 1.000.000 |
| Insgesamt                 | 1× Gold ·                                                              | 1.000.000 |